# Angus Deaton
Angus Stewart Deaton (n. 19 octombrie 1945, Edinburgh, Scoția, Regatul Unit) este un cunoscut microeconomist, profesor la Universitatea Princeton. În 2015 a fost distins cu Premiul Nobel pentru Științe Economice „pentru analiza sa privitoare la consum, sărăcie și bunăstare”.